# بریکومارشی
بریکومارشی (انگلیسی: Bricomarché) شرکت خرده‌فروشی فرانسوی است، که در سال ۱۹۷۹ تأسیس شد.